# Muori di lei
Pour plus de détails, voir Fiche technique et Distribution.
Muori di lei est une comédie dramatique à suspense italienne réalisée par Stefano Sardo (it) et sortie en 2025.

## Synopsis
Pendant le confinement lié à la pandémie de Covid-19 à Rome, Luca, professeur de philosophie, se retrouve seul alors que sa femme Sara, médecin, est rappelée à l'hôpital pour les urgences. Son attention se porte sur sa voisine Amanda.
Amanda s'avérera être la sœur de sa femme.
Luca sera finalement arrêté pour un crime qu'il n'a pas commis et les deux femmes seront enceintes pendant qu'il purgera sa peine en prison.

## Fiche technique
- Titre italien original : Muori di lei[1]
- Réalisation : Stefano Sardo (it)
- Scénario : Stefano Sardo (it), Giacomo Bendotti (it)
- Photographie : Francesco Di Giacomo
- Montage : Sarah McTeigue
- Musique : Francesco Cerasi
- Décors : Mauro Vanzati
- Production : Cristiano Gerbino, Stefano Sardo, Ines Vasiljevic
- Sociétés de production : Nightswim, Baš Čelik, Medusa Film
- Pays de production :  Italie
- Langue originale : italien
- Format : couleur
- Genres : comédie dramatique à suspense
- Durée : 103 minutes
- Date de sortie :
  - Italie : 20 mars 2025[2]

## Distribution
- Riccardo Scamarcio : Luca
- Mariela Garriga : Amanda
- Maria Chiara Giannetta : Sara
- Giulio Beranek : Cosimo
- Francesco Brandi : Ivan
- Paolo Pierobon : Antonello
- Federico Mancini : policier

## Production
Le tournage a eu lieu entre mars et avril 2024 pendant six semaines à Rome.

## Accueil critique
Le film a reçu un accueil mitigé de la part des critiques de cinéma,,.